# Fronte di Liberazione Naziunale di a Corsica

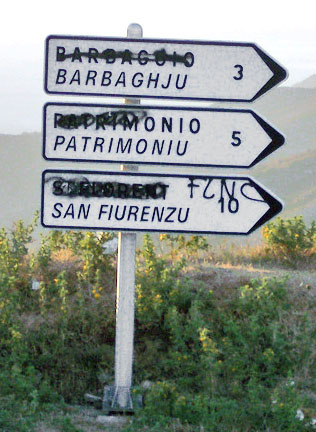
Začerněné francouzské nápisy na silničním ukazateli na Korsice, dole včetně nápisu „FLNC“

Fronte di Liberazione Naziunale di a Corsica, ve zkratce FLNC (francouzsky Front de libération nationale de la Corse, v překladu do češtiny Fronta pro národní osvobození Korsiky) je militantní uskupení, které má za cíl nezávislost Korsiky.
FLNC působí především na území Korsiky, částečně i v pevninské Francii. Francie považuje FLNC za teroristickou organizaci. Mottem FLNC je Forza a revoluzzione.

## Historie
FLNC vznikla v roce 1976 sloučením Ghjustizia Paolina a Fronte Paesanu Corsu di Liberazione, dvou tehdy největších ozbrojených korsických skupin. Je spojena s politickou stranou A Cuncolta Independentista.
Typickými ozbrojenými akcemi FLNC byly bombové útoky na cíle spojené s francouzskou státní mocí a vymáhání výpalného. Docházelo i ke vzájemným ozbrojeným střetům mezi jednotlivými frakcemi FLNC.
V roce 2014 FLNC oznámila definitivní ukončení ozbrojeného boje. V květnu 2016 skupina znovu oznámila ukončení ozbrojeného boje v říjnu tohoto roku.